# Emma Veletanlic
Emma Veletanlić (født 18. maj 2003) er en dansk-bosnisk fodboldspiller, der spiller som forsvarer for Kolding IF Women i Gjensidige Kvindeligaen. Hun har spillet over 80 kampe for klubben og har repræsenteret både Danmarks ungdomslandshold og Bosniens A-landshold.

## Klubkarriere
Veletanlić startede sin fodboldkarriere i ungdomsafdelingen hos Kolding IF og rykkede op på klubbens førstehold i 2020. Hun har siden været en fast del af truppen og har pr. juni 2025 spillet 82 kampe og scoret 3 mål.

## Landsholdskarriere
Veletanlić har repræsenteret Danmark på ungdomsniveau med 6 kampe og 2 mål. I 2023 skiftede hun landsholdstilhørsforhold til Bosnien-Hercegovina og har siden spillet 11 A-landskampe.

## Spillestil
Hun er kendt for sit stærke positionsspil, gode overblik og lederevner i forsvaret.[kilde mangler] Hun fungerer primært som central forsvarer og bidrager også ved offensive dødbolde.

## Personligt
Emma Veletanlić er født og opvokset i Danmark med bosniske rødder. Hun er kendt for sin positive energi og sociale væsen i omklædningsrummet.[kilde mangler]

## Statistik
Klubstatistik (pr. juni 2025):
- Kolding IF Women: 82 kampe, 3 mål

Landshold (pr. juni 2025):
- Danmark U-landshold: 6 kampe, 2 mål
- Bosnien-Hercegovina A-landshold: 11 kampe, 0 mål